# Albania en los Juegos Olímpicos
Albania en los Juegos Olímpicos está representada por el Comité Olímpico Nacional de Albania, creado en 1958 y reconocido por el Comité Olímpico Internacional en 1959.
Ha participado en diez ediciones de los Juegos Olímpicos de Verano, su primera presencia tuvo lugar en Múnich 1972. El país ha obtenido un total de dos medallas de bronce.
En los Juegos Olímpicos de Invierno ha participado en 5 ediciones, siendo Turín 2006 su primera aparición en estos Juegos. El país no ha conseguido ninguna medalla en las ediciones de invierno.

## Medallero

### Por edición
| Evento              | Oro | Plata | Bronce | Total |
| ------------------- | --- | ----- | ------ | ----- |
| Múnich 1972         | 0   | 0     | 0      | 0     |
| 1976 – 1988         | –   | –     | –      | –     |
| Barcelona 1992      | 0   | 0     | 0      | 0     |
| Atlanta 1996        | 0   | 0     | 0      | 0     |
| Sídney 2000         | 0   | 0     | 0      | 0     |
| Atenas 2004         | 0   | 0     | 0      | 0     |
| Pekín 2008          | 0   | 0     | 0      | 0     |
| Londres 2012        | 0   | 0     | 0      | 0     |
| Río de Janeiro 2016 | 0   | 0     | 0      | 0     |
| Tokio 2020          | 0   | 0     | 0      | 0     |
| París 2024          | 0   | 0     | 2      | 2     |
| TOTAL               | 0   | 0     | 2      | 2     |

| Evento           | Oro | Plata | Bronce | Total |
| ---------------- | --- | ----- | ------ | ----- |
| Turín 2006       | 0   | 0     | 0      | 0     |
| Vancouver 2010   | 0   | 0     | 0      | 0     |
| Sochi 2014       | 0   | 0     | 0      | 0     |
| Pyeongchang 2018 | 0   | 0     | 0      | 0     |
| Pekín 2022       | 0   | 0     | 0      | 0     |
| TOTAL            | 0   | 0     | 0      | 0     |